# Chelonus fistulatus
Chelonus fistulatus är en stekelart som beskrevs av De Saeger 1948. Chelonus fistulatus ingår i släktet Chelonus och familjen bracksteklar. Inga underarter finns listade i Catalogue of Life.